# Celtis hypoleuca
Celtis hypoleuca là một loài thực vật có hoa trong họ Cannabaceae. Loài này được Planch. mô tả khoa học đầu tiên năm 1873.